# خوسيه غونزاليس (فنان قصص مصورة)
خوسيه غونزاليس (بالإسبانية: Pepe González)‏ هو فنان قصص مصورة إسباني، ولد في 1939 في برشلونة في إسبانيا، وتوفي في 13 مارس 2009.